# André Luis Neitzke
André Luis Neitzke, né le 24 novembre 1986 dans l'état du Paraná au Brésil, est un footballeur  brésilien qui évolue au poste de défenseur.

## Biographie
Le 24 juin 2019, Neitzke est transféré au club suisse du Neuchâtel Xamax.

## Palmarès
- Vice-champion de Suisse de D2 en 2018 avec le FC Schaffhouse